# Isländischer Fußballpokal der Männer 2019
Der isländische Fußballpokal 2019 war die 60. Austragung des isländischen Pokalwettbewerbs der Männer. Pokalsieger wurde Víkingur Reykjavík. Das Team setzte sich am 14. September 2019 im Laugardalsvöllur von Reykjavík gegen FH Hafnarfjörður durch und qualifizierte sich damit für die Europa League. Titelverteidiger UMF Stjarnan schied in der 3. Runde gegen ÍBV Vestmannaeyja aus.

## Modus
Die Begegnungen wurden in einem Spiel ausgetragen. In den ersten zwei Runden nahmen Vereine ab der zweiten Liga abwärts teil. Die Vereine der ersten Liga stiegen erst in der 3. Runde ein. Bei unentschiedenem Ausgang wurde das Spiel zunächst verlängert und gegebenenfalls durch Elfmeterschießen entschieden.

## 1. Runde
| Datum      |                             | Ergebnis  |                       |
| ---------- | --------------------------- | --------- | --------------------- |
| 10.04.2019 | Kári Akranes                | 5:1       | Hamar Hveragerði      |
| 11.04.2019 | Elliði Reykjavík            | 8:1       | Álafoss Mosfellsbær   |
| 11.04.2019 | UMF Afturelding             | 6:0       | Léttir Reykjavík      |
| 11.04.2019 | ÍR Reykjavik                | 5:0       | SR Reykjavik          |
| 11.04.2019 | ÍF Grótta                   | 8:2       | UMF Álftanes          |
| 11.04.2019 | Fram Reykjavík              | 2:1       | GG Grindavík          |
| 11.04.2019 | Ýmir Kópavogur              | 6:1       | Afríka Reykjavík      |
| 12.04.2019 | Vængir Júpiters             | 9:0       | Kóngarnir Reykjavík   |
| 12.04.2019 | Fenrir Reykjavík            | 0:2       | Ægir þorlákshöfn      |
| 12.04.2019 | KFG Garðabær                | 1:2 n. V. | Reynir Sandgerði      |
| 12.04.2019 | Mídas Reykjavík             | 1:0       | Ísbjörninn Kópavogur  |
| 12.04.2019 | ÍH Hafnarfjörður            | 3:0       | Björninn Reykjavík    |
| 12.04.2019 | Kría Seltjarnarnes          | 1:2       | KÁ Ásvellir           |
| 13.04.2019 | Augnablik Kópavogur         | 8:1       | Árborg Selfoss        |
| 13.04.2019 | KS Dalvík/Reynir            | 6:0       | UMF Samherjar         |
| 13.04.2019 | ÍF Huginn/Höttur            | 3:1       | UMF Einherji          |
| 13.04.2019 | UMF Tindastóll              | 5:0       | UMF Æskan             |
| 13.04.2019 | Kórdrengir Reykjavík        | 7:0       | KF Miðbær Reykjavik   |
| 13.04.2019 | ÍF Vestri                   | 1:0       | Víðir Garði           |
| 13.04.2019 | Haukar Hafnarfjörður        | 5:2       | KFS Vestmannaeyja     |
| 13.04.2019 | Nökkvi Akureyri             | 2:4       | KS Fjallabyggðar      |
| 13.04.2019 | Hvíti riddarinn Mosfellsbær | 5:1       | UMF Kormákur/Hvöt     |
| 13.04.2019 | Hörður Isafjörður           | 1:5       | Berserkir Reykjavík   |
| 13.04.2019 | KF Rangæinga                | 1:0       | KH Hlíðarendi         |
| 14.04.2019 | UMF Selfoss                 | 3:0       | UMF Þróttur Vogar     |
| 14.04.2019 | UMF Skallagrímur            | 1:4       | KF Vesturbæjar        |
| 14.04.2019 | Úlfarnir Reykjavík          | 6:1       | Vatnaliljur Kópavogur |
| 15.04.2019 | KB Breiðholts               | 2:1       | Snæfell Stykkishólmur |

## 2. Runde
| Datum      |                             | Ergebnis  |                         |
| ---------- | --------------------------- | --------- | ----------------------- |
| 13.04.2019 | UMF Sindri Höfn             | 5:1       | Leiknir Fáskrúðsfjörður |
| 17.04.2019 | Fram Reykjavík              | 6:0       | Ýmir Kópavogur          |
| 17.04.2019 | Leiknir Reykjavík           | 1:4       | Fjölnir Reykjavík       |
| 17.04.2019 | KÁ Ásvellir                 | 4:2       | Berserkir Reykjavík     |
| 18.04.2019 | UMF Afturelding             | 3:2       | UMF Selfoss             |
| 18.04.2019 | þróttur Reykjavík           | 2:0       | Reynir Sandgerði        |
| 18.04.2019 | Keflavík ÍF                 | 1:0       | Haukar Hafnarfjörður    |
| 18.04.2019 | ÍR Reykjavik                | 3:0       | KF Vesturbæjar          |
| 18.04.2019 | ÍF Grótta                   | 10:00     | KF Rangæinga            |
| 18.04.2019 | UMF Víkingur                | 2:6       | Úlfarnir Reykjavík      |
| 18.04.2019 | Elliði Reykjavík            | 1:2 n. V. | Mídas Reykjavík         |
| 18.04.2019 | Kórdrengir Reykjavík        | 1:0       | Vængir Júpiters         |
| 18.04.2019 | KB Breiðholts               | 1:2 n. V. | Ægir þorlákshöfn        |
| 18.04.2019 | ÍH Hafnarfjörður            | 0:3       | Augnablik Kópavogur     |
| 18.04.2019 | Hvíti riddarinn Mosfellsbær | 0:6       | UMF Njarðvík            |
| 20.04.2019 | ÍF Vestri                   | 3:1       | Kári Akranes            |
| 20.04.2019 | KS Fjallabyggðar            | 0:4       | Magni Grenivík          |
| 20.04.2019 | ÍF Huginn/Höttur            | 0:2       | KFF Fjarðabyggðar       |
| 20.04.2019 | þór Akureyri                | 2:3       | KS Dalvík/Reynir        |
| 24.04.2019 | Völsungur Húsavík           | 3:1       | UMF Tindastóll          |

## 3. Runde
Teilnehmer: Die 20 Sieger der 2. Runde und die 12 Vereine der Pepsideild 2019.
| Datum      |                     | Ergebnis  |                      |
| ---------- | ------------------- | --------- | -------------------- |
| 28.04.2019 | ÍF Vestri           | 2:1 n. V. | Úlfarnir Reykjavík   |
| 30.04.2019 | ÍR Reykjavik        | 1:3       | Fjölnir Reykjavík    |
| 30.04.2019 | Ægir þorlákshöfn    | 0:4       | þróttur Reykjavík    |
| 30.04.2019 | Fram Reykjavík      | 1:3 n. V. | UMF Njarðvík         |
| 30.04.2019 | UMF Grindavík       | 4:1       | UMF Afturelding      |
| 30.04.2019 | Keflavík ÍF         | 1:0       | Kórdrengir Reykjavík |
| 01.05.2019 | KÁ Ásvellir         | 1:2       | Víkingur Reykjavík   |
| 01.05.2019 | Fylkir Reykjavík    | 2:1       | ÍF Grótta            |
| 01.05.2019 | Augnablik Kópavogur | 0:3       | ÍA Akranes           |
| 01.05.2019 | HK Kópavogur        | 5:1       | KFF Fjarðabyggðar    |
| 01.05.2019 | Völsungur Húsavík   | 4:0       | Mídas Reykjavík      |
| 01.05.2019 | KR Reykjavík        | 5:0       | KS Dalvík/Reynir     |
| 01.05.2019 | UMF Sindri Höfn     | 0:5       | KA Akureyri          |
| 01.05.2019 | Magni Grenivík      | 01:10     | Breiðablik Kópavogur |
| 01.05.2019 | ÍBV Vestmannaeyja   | 1:0 n. V. | UMF Stjarnan         |
| 01.05.2019 | Valur Reykjavík     | 1:2       | FH Hafnarfjörður     |

## Achtelfinale
| Datum      |                      | Ergebnis              |                   |
| ---------- | -------------------- | --------------------- | ----------------- |
| 28.05.2019 | Víkingur Reykjavík   | 1:1 n. V. (5:4 i. E.) | KA Akureyri       |
| 28.05.2019 | UMF Grindavík        | 3:1                   | ÍF Vestri         |
| 28.05.2019 | Keflavík ÍF          | 0:1 n. V.             | UMF Njarðvík      |
| 29.05.2019 | ÍBV Vestmannaeyja    | 3:1                   | Fjölnir Reykjavík |
| 30.05.2019 | Völsungur Húsavík    | 0:1                   | KR Reykjavík      |
| 30.05.2019 | FH Hafnarfjörður     | 3:1                   | ÍA Akranes        |
| 30.05.2019 | þróttur Reykjavík    | 0:1                   | Fylkir Reykjavík  |
| 30.05.2019 | Breiðablik Kópavogur | 3:1                   | HK Kópavogur      |

## Viertelfinale
| Datum      |                      | Ergebnis |                    |
| ---------- | -------------------- | -------- | ------------------ |
| 26.06.2019 | ÍBV Vestmannaeyja    | 2:3      | Víkingur Reykjavík |
| 27.06.2019 | FH Hafnarfjörður     | 7:1      | UMF Grindavík      |
| 27.06.2019 | Breiðablik Kópavogur | 4:2      | Fylkir Reykjavík   |
| 27.06.2019 | KR Reykjavík         | 3:0      | UMF Njarðvík       |

## Halbfinale
| Datum      |                    | Ergebnis |                      |
| ---------- | ------------------ | -------- | -------------------- |
| 14.08.2019 | FH Hafnarfjörður   | 3:1      | KR Reykjavík         |
| 15.08.2019 | Víkingur Reykjavík | 3:1      | Breiðablik Kópavogur |

## Finale
| Paarung            | Víkingur Reykjavík – FH Hafnarfjörður |
| Ergebnis           | 1:0 (0:0) |
| Datum              | 14. September 2019 |
| Stadion            | Laugardalsvöllur, Reykjavík |
| Zuschauer          | 4.257 |
| Schiedsrichter     | Pétur Guðmundsson |
| Tore               | 1:0 Óttar Magnús Karlsson (58.) |
| Víkingur Reykjavík | Þórður Ingason – Logi Tómasson, Halldór Smári Sigurðsson, Sölvi Geir Ottesen, Davið Örn Atlason – Ágúst Eðvald Hlynsson, Július Magnússon, Nikolaj Andreas Hansen (72. Örvar Eggertsson), Erlingur Agnarsson (72. Viktor Örlygur Andrason) – Guðmundur Andri Tryggvason (88. Atli Hrafn Andrason), Óttar Magnús Karlsson. Cheftrainer: Arnar Bergmann Gunnlaugsson                |
| FH Hafnarfjörður   | Daði Freyr Arnarsson – þórdur þorsteinn þórdarson (81. þórir Jóhann Helgason), Guðmundur Kristjánsson, Pétur Vidarsson, Cedric Stephane D'Ulivo (88. Halldór Orri Björnsson) – Jónatan Ingi Jónsson (62. Guðmann þórisson), Brandur Hendriksson Olsen, Davíð Þór Viðarsson, Björn Daníel Sverrisson – Steven Lennon, Morten Beck Andersen. Cheftrainer: Ólafur Helgi Kristjánsson |
| Gelbe Karten       | Óttar Magnús Karlsson, Guðmundur Andri Tryggvason – Brandur Hendriksson Olsen |
| Platzverweise      | keine – Pétur Vidarsson (60.) |